# Chironomus ferrugineus
Chironomus ferrugineus är en tvåvingeart som först beskrevs av Macquart 1838.  Chironomus ferrugineus ingår i släktet Chironomus och familjen fjädermyggor. Inga underarter finns listade i Catalogue of Life.